# Koeripur
Koeripur (vaak gespeld als Koiripur) is een nagar panchayat (plaats) in het district Sultanpur van de Indiase staat Uttar Pradesh.

## Demografie
Volgens de Indiase volkstelling van 2001 wonen er 7.268 mensen in Koeripur, waarvan 51% mannelijk en 49% vrouwelijk is. De plaats heeft een alfabetiseringsgraad van 56%.